# Mohamed Timoumi
Mohamed Timoumi (en árabe: محمد تيمومي‎; Rabat, 25 de agosto de 1960) es un exfutbolista marroquí.

## Trayectoria
Jugador de gran habilidad y visión de juego, fue nombrado Balón de Oro africano en 1985. Disputó la Copa Mundial de Fútbol de 1986 donde fue unos de los mejores jugadores marroquíes y clasificando a Marruecos 1.º del grupo F arriba de pesos pesados como Inglaterra (0-0), Polonia (0-0) y Portugal a la que venció por 3-1 eliminándola del torneo con gran actuación suya. Marruecos logró ser el primer país árabe y africano en pasar a la segunda vuelta en la historia de los mundiales, luego fue eliminada en octavos frente a Alemania Federal 1-0 con tiro libre de Lothar Matthäus en el último suspiro del partido en el minuto 90.
A nivel de clubes, Mohamed Timoumi ganó la Liga de Campeones de la CAF con el FAR Rabat, uno de los principales clubs de fútbol marroquíes de la época. En España, jugó en la temporada 1986/1987 con el Real Murcia, disputando 29 partidos y anotando 2 goles.

## Logros

### Club
- Botola Pro: 1984[1]
- CAF Champions League: 1985[2]
- Coupe du Trône: 1984, 1985[3][4]

### Selección nacional
- Juegos Mediterráneos de 1983[5]

### Individual
- African Footballer of the Year: 1985[6][7]
- Mejor futbolista de Marruecos en 1985[6]
- Mejor jugador de la Copa Africana de Clubes Campeones 1985
- Futbolista Africano del siglo XX: 30° lugar[8]
- Equipo ideal de Marruecos por la IFFHS[9]